# 恩里克·安德鲁
恩里克·安德鲁（西班牙語：Enrique Andreu，1967年10月20日—），生于瓦伦西亚，西班牙男子篮球运动员，司职中锋。他曾代表西班牙国家队参加1990年和1994年国际篮联世界锦标赛。